# 五菱・星馳
星馳（簡: 五菱 星驰、英: Wuling Xingchi）は、上汽通用五菱汽車が生産し、五菱ブランドで販売するクロスオーバーSUVである。

## 概要
2022年9月2日、発表。星辰（Asta）より小さいブランド最小のコンパクトSUVであり、五菱のグローバルモデルに付けられるシルバーエンブレムを身につけた4番目のモデルとなる。
中国市場向けのパワートレインは、最高出力73kWを発揮する1.5 L直列4気筒に6速MTまたはCVTを組み合わせるモデルと、最高出力108kWを発揮する1.5 L直列4気筒ターボエンジンにCVTを組み合わせるモデルを設定した。
インテリアは10.25インチのセンターコンソールスクリーンと3.5インチのインストゥルメントパネルを配置した。

## 中国国外での展開

### 五菱・アルヴェス（Wuling Alvez）

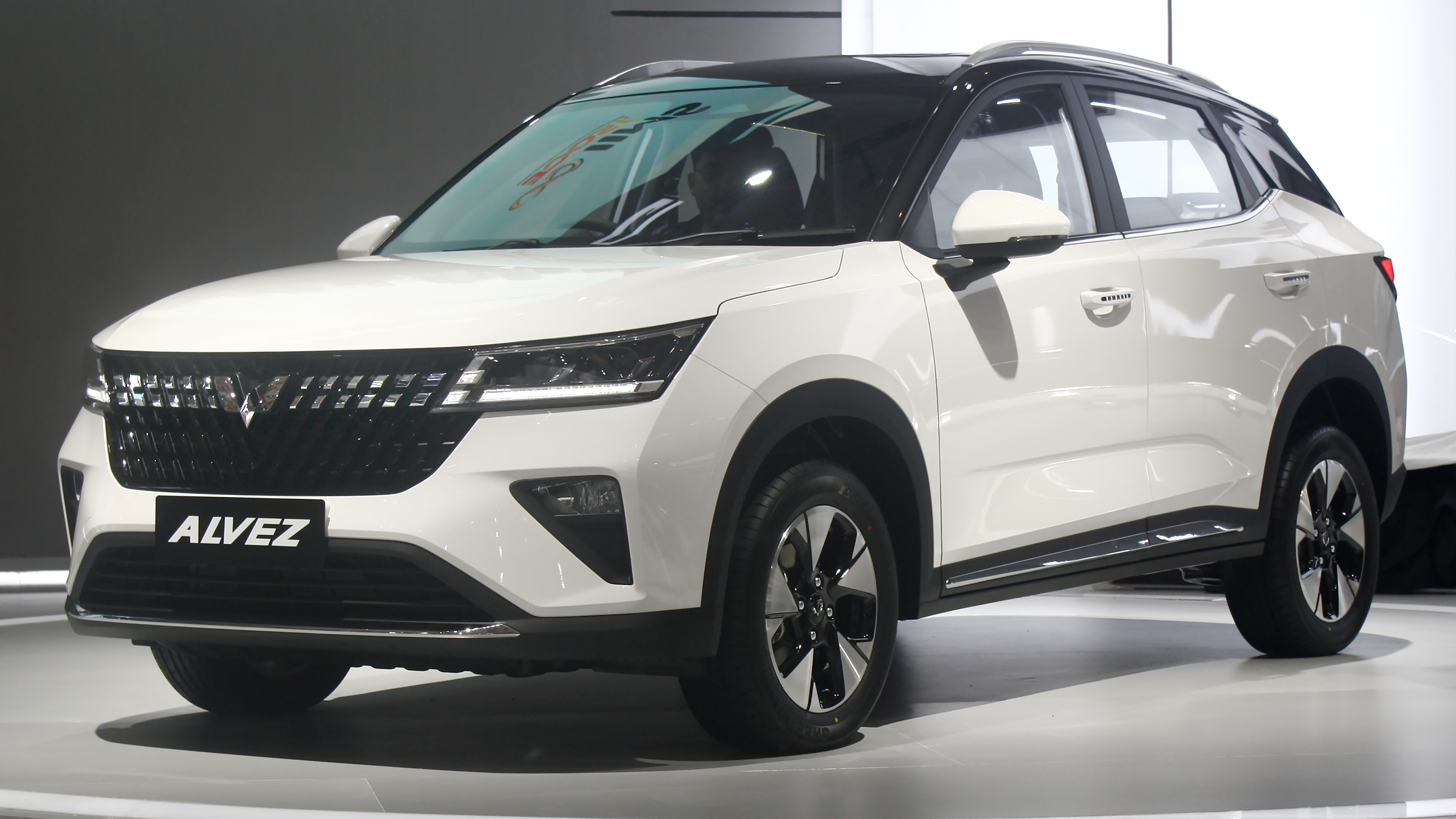
五菱・アルヴェス

2023年2月16日、インドネシアモーターショー2023（IIMS 2023）にて発表。車名は英語で"All At Once"を意味する。
搭載されるのは最高出力105 HPを発揮する1.5 L直列4気筒自然吸気エンジンで、「EX」「CE」はCVTを、「SE」は6速MTを組み合わせる。